# نلی لندری
 نلی لندری (فرانسوی: Nelly Landry‎؛ زاده ۲۷ دسامبر ۱۹۱۶ درگذشته ۱۱ فوریهٔ ۲۰۱۰) یک تنیس‌باز اهل فرانسه بود.